# Рогатинська гімназія імені Володимира Великого

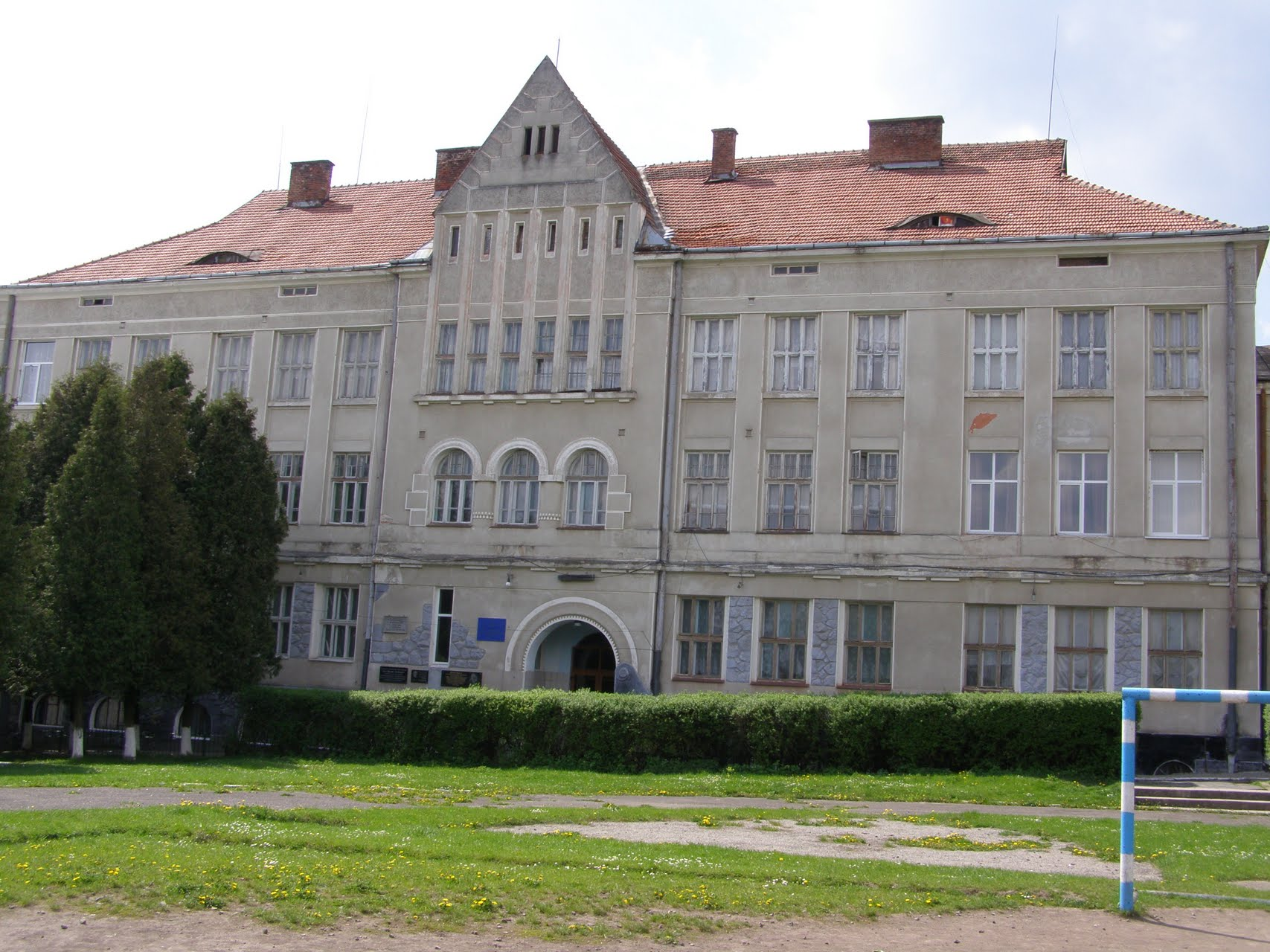

Рогати́нська гімна́зія і́мені Володи́мира Вели́кого — заснована на початку XX-го століття. Підвалиною української гімназії в Рогатині стали Заланівські курси, засновані у 1906 році священиком Омеляном Ваньом. Курсанти з відзначенням складали іспити в українській державній гімназії у Львові.

## Заснування гімназії

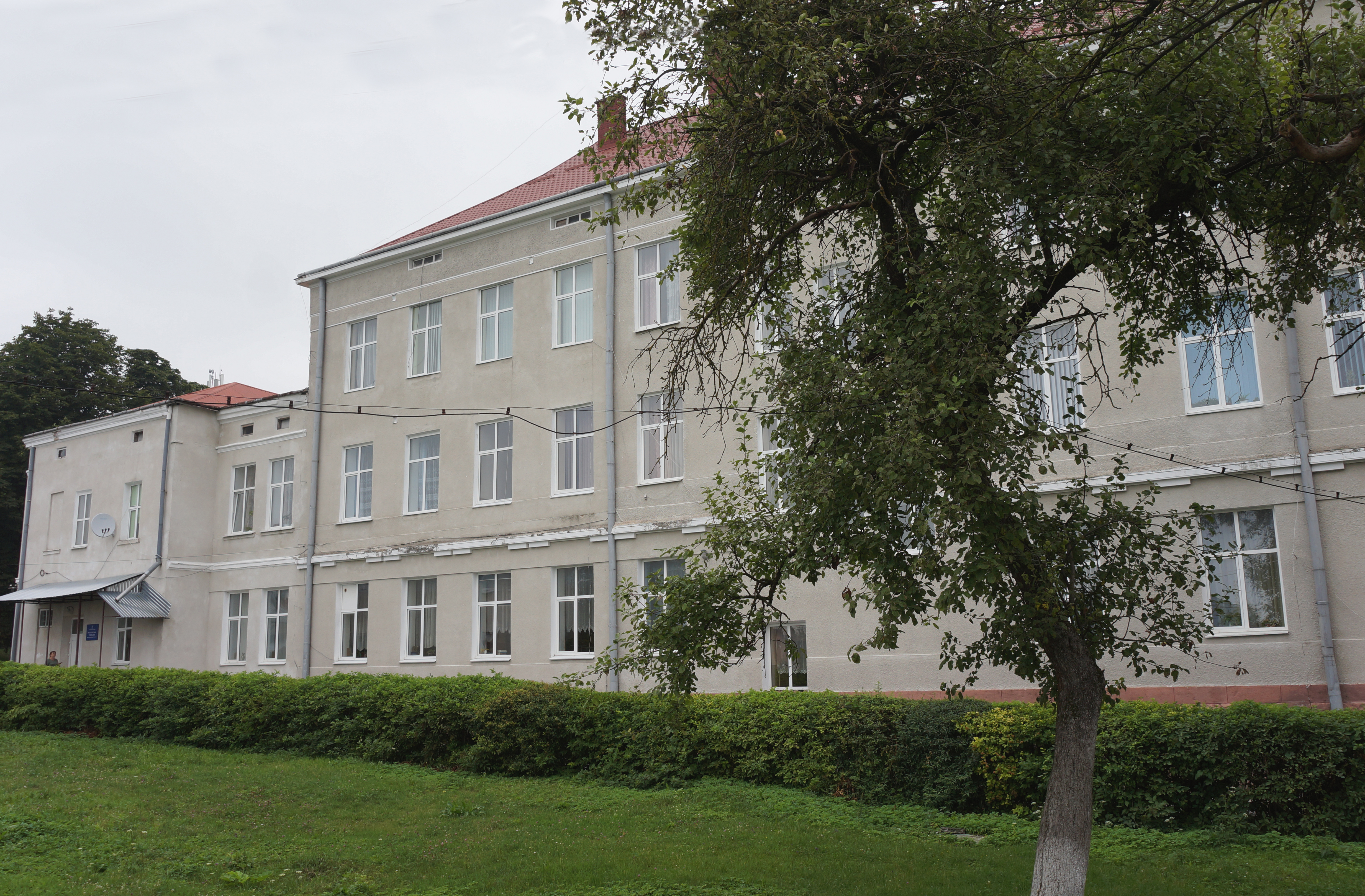
Будинок колишньої української гімназії, де працювали письменники Антін Крушельницький (1878—1941), Денис Лук'янович (1863—1933), Іван Крип'якевич (1886—1967), Осип Турянський (1880—1953)

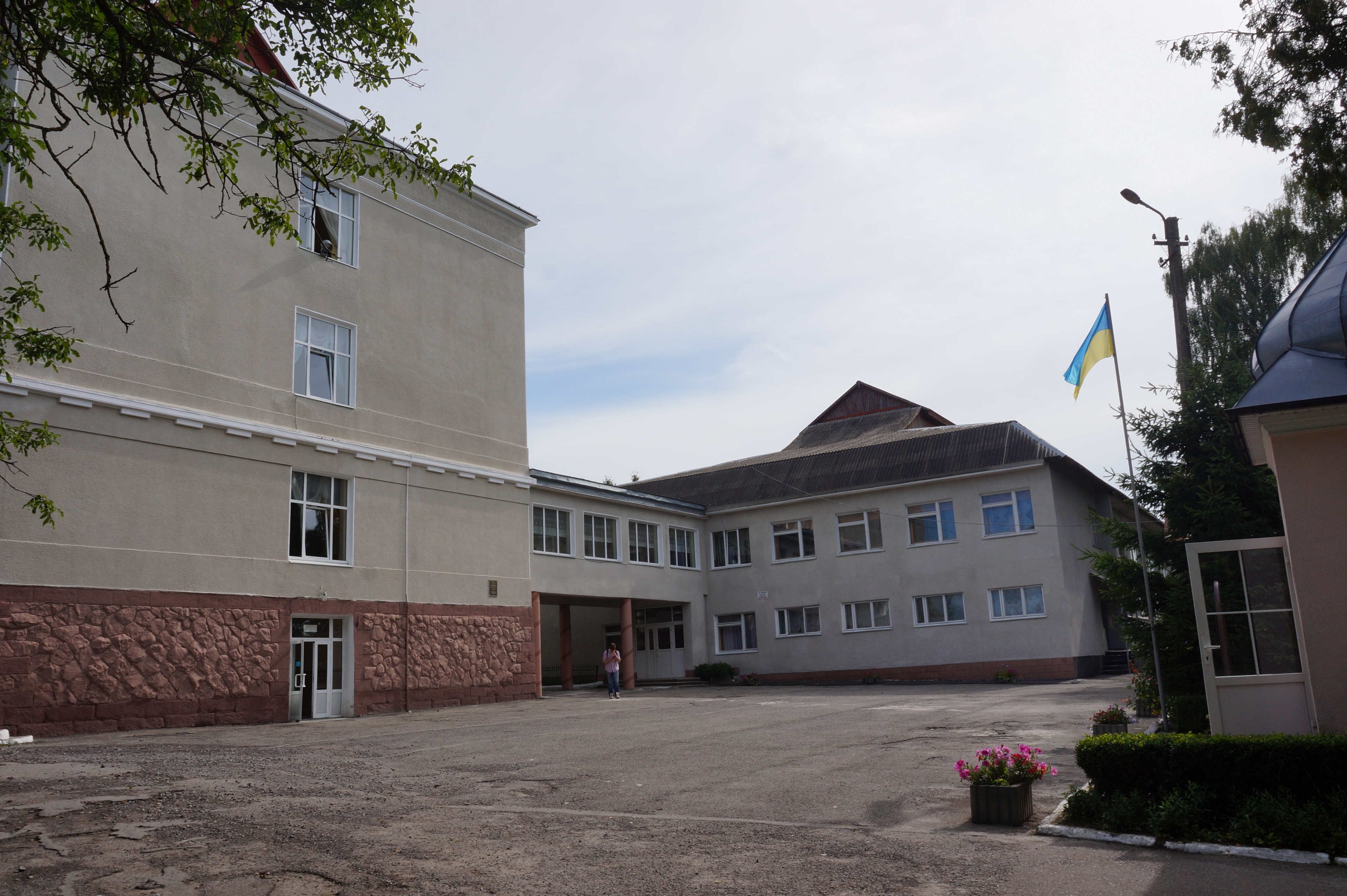

У лютому 1909 року українське освічене громадянство на Загальних Зборах одноголосно підтримало отця-декана Степана Городецького про заснування на початку 1909—1910 шкільного року приватної української гімназії філії Українського педагогічного товариства «Рідна школа» в Рогатині. На посаду першого директора гімназії було запрошено Михайла Галущинського, сина священика, поборника української національної ідеї.
15 вересня 1909 року відбулося урочисте відкриття гімназії зразу з трьома класами, які підготував отець Омелян Ваньо на курсах у Заланові. Двоповерхову будівлю було зведено на народні кошти всього за шість місяців. Старанням священиків, громади, директора, вчителів гімназія стала справжнім духовним вогнищем в Галичині.
Учителі ревно дбали про виховання гімназистів у пошані і любові до християнських чеснот, про плекання високих ідеалів служіння рідній землі. В 1913 році старанням вчителів д-ра Никифора Гірняка та Миколи Бабина заснована організація «Пласт». Наплив учнів був таким великим, що виникла потреба у будівництві у кілька разів більшої споруди. Завдяки активній праці комітету, всієї громади Рогатинського повіту, сприянні меценатів з усієї Галичини і з далекої Америки велику споруду, яка і сьогодні є архітектурною окрасою краю, було освячено у вересні 1912 року.
Перша світова війна перервала навчання. У Січові Стрільці пішли вчителі і старші гімназисти. Вони сформували Рогатинську сотню. Вело їх нестримне бажання у цьому вихорі великодержавницьких інтересів здобути власну волю і незалежність. Першим командантом УСС став Михайло Галущинський.
У післявоєнний час польська влада декілька разів закривала гімназію. Однак активна участь у долі гімназії Митрополита Андрея Шептицького, який два рази відвідував її особисто, рятувала цю цитадель високого духа і науки від остаточного знищення. У 1930 році на базі гімназії було відкрито Малу Духовну Семінарію. У 1931 році Головна Управа товариства «Рідна школа» відкрила нову гімназію під назвою «Приватна коедукаційна гімназія імені князя Володимира Великого».
Шкідливою морально і політично визнала діяльність гімназії радянська влада, яка з приходом у Галичину у вересні 1939 року закрила її остаточно… Ліквідувавши гімназію, нова влада не змогла ліквідувати її дух, що оселився в свідомості і серцях краян.

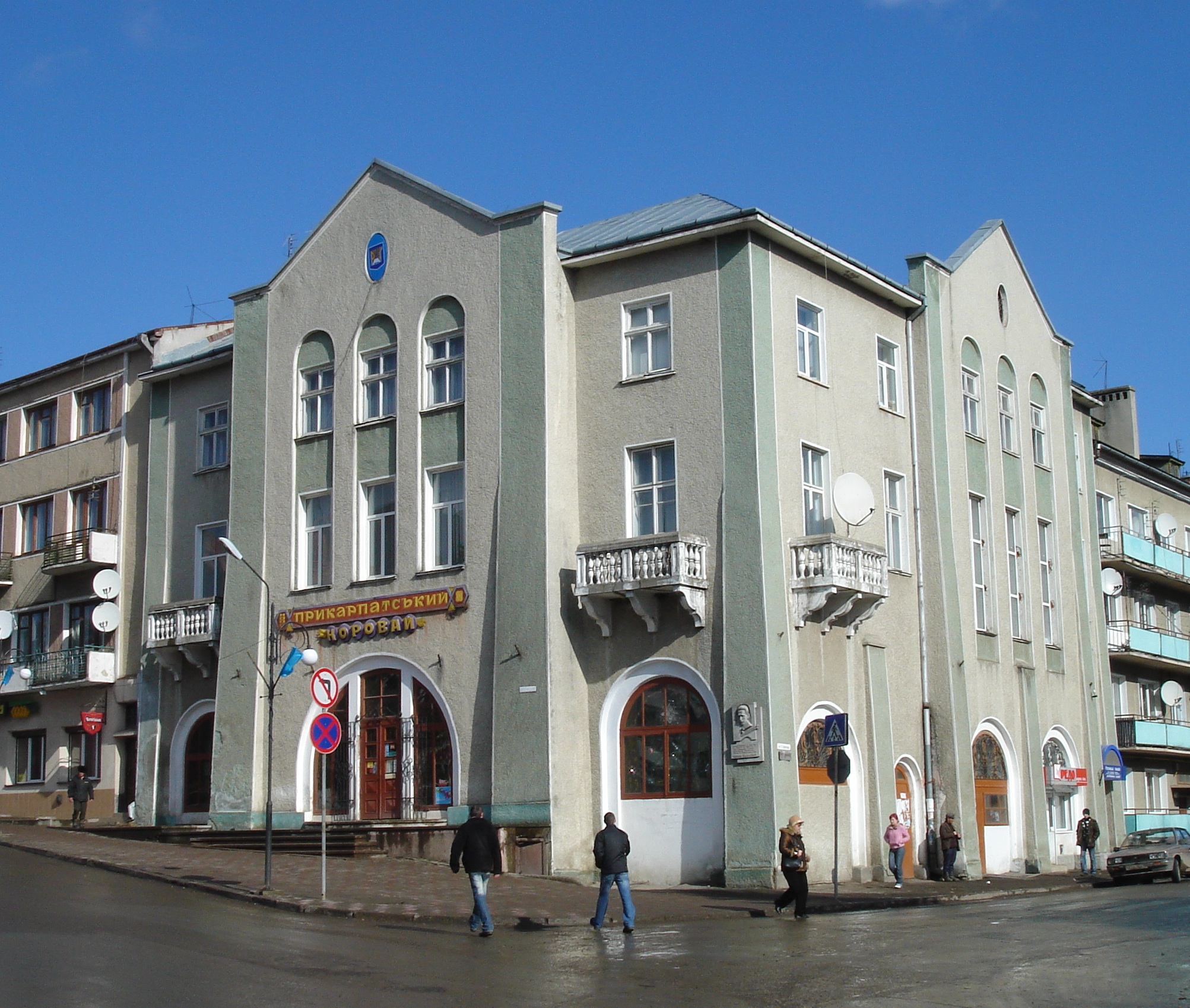
Перший корпус Рогатинської гімназії в центрі міста

## Відомі люди

### Директори
- Білецький Василь[2]
- Микола Чайковський[3]
- д-р Іван Евген Голубович[4]
- Михайло Кужиль[5]
- Василь Ратич (останній перед совітами)

### Викладачі
- Никифор Гірняк
- Іван Горянський
- Антін Лотоцький
- Лука Луців
- Іван Крип'якевич
- Лев Смулка
- Микола Угрин
- Микола Щуровський
- Турянський Осип Васильович

### Учні, випускники
- Бандера Богдан Андрійович — брат провідника ОУН Степан Бандери.
- Іван Верб'яний — педагог і лексиколог, працівник УНО.
- Іван Горянський — професор Рогатинської гімназії, сотник УГА.
- Грицина Михайло — повітовий провідник ОУН Томашівського повіту, інспектор штабу Воєнної округи УПА «Буг» УПА-Захід, командир 11-го (Золочівського) Тактичного відтинку «Пліснисько».
- Стефан Кіржецький — вояк УСС та УГА, суспільний діяч та священник УГКЦ в діаспорі, перший духовник філії Українського Католицького Університету імені святого Климента у Вашінгтоні.
- Коваль Ярослав — фотограф, учасник УФОТО та редколегії часопису «Світло і тінь», поет, краєзнавець, колекціонер, ініціатор та співзасновник бойківського музею у Ціневі.
- Ґут-Кульчицький Роман Осипович — український письменник, пластун, в'язень концтабору в Березі Картузькій.
- Мізерний Василь, псевдо Рен — командир тактичного відтинка УПА ТВ-26 «Лемко» (11.1945 — літо 1947).
- Олійник Петро, псевдо Еней — виконувач обов'язків командира УПА-Північ (12.1945-02.1946).[6]

## Відродження гімназії
1 вересня 1991 року з Божим благословенням нове покоління рогатинців увійшло в історичну будівлю славної гімназії, щоб продовжити важливу справу своїх великих попередників. Першим директором став колишній гімназист Богдан Бандура.
1992 рік — посвячено гімназійний прапор, відроджено діяльність Пласту.
1993 рік — започатковано випуск літературно-мистецького часопису «Рогатинські світанки». Головним редактором став Богдан Дидик;
1997 рік — перший випуск у відродженій гімназії;
2000 рік — підписання угоди про співпрацю з Національним університетом «Києво-Могилянська Академія». Рогатинська гімназія стала колегіумом НаУКМА.
2005 рік — Рогатинська гімназія стала науковим майданчиком Всеукраїнського експерименту «Виховання духовності, національної свідомості особистості на засадах християнської моралі та національних цінностей українського народу».
2007 рік — підписання угоди про співпрацю з Українським католицьким університетом.